# District de Kotli
Le district de Kotli est une subdivision administrative du sud du territoire Azad Cachemire au Pakistan. C'est le deuxième plus vaste des huit districts de ce territoire. 
Le district de Kotli était auparavant une subdivision du district de Mirpur jusqu'en 1975. Avant 1947, il faisait partie de la région de Jammu au Jammu-et-Cachemire. Son chef-lieu est la ville de Kotli. 
Le district est divisé en cinq tehsils :
- Charhoi Tehsil
- Fatehpur Thakiala-Nakyal Tehsil
- Khuiratta Tehsil
- Kotli Tehsil
- Sehnsa Tehsil